# Elezioni regionali nel Lazio del 1975
Le elezioni regionali nel Lazio del 1975 si tennero il 15-16 giugno.

## Risultati elettorali
| Liste                                                  | Voti      | %     | Seggi |
| ------------------------------------------------------ | --------- | ----- | ----- |
| Partito Comunista Italiano (PCI)                       | 1.041.672 | 33,52 | 21    |
| Democrazia Cristiana (DC)                              | 980.307   | 31,54 | 20    |
| Movimento Sociale Italiano - Destra Nazionale (MSI-DN) | 352.578   | 11,35 | 6     |
| Partito Socialista Italiano (PSI)                      | 302.710   | 9,74  | 6     |
| Partito Socialista Democratico Italiano (PSDI)         | 190.007   | 6,11  | 3     |
| Partito Repubblicano Italiano (PRI)                    | 114.589   | 3,69  | 2     |
| Partito Liberale Italiano (PLI)                        | 77.444    | 2,49  | 1     |
| Democrazia Proletaria (DP)                             | 44.986    | 1,45  | 1     |
| Partito Giustizialista Italiano                        | 3.418     | 0,11  | -     |
| Totale                                                 | 3.107.711 |       | 60    |

| Riepilogo dei seggi | Riepilogo dei seggi | Riepilogo dei seggi | Riepilogo dei seggi | Riepilogo dei seggi | Riepilogo dei seggi | Riepilogo dei seggi |
| ------------------- | ------------------- | ------------------- | ------------------- | ------------------- | ------------------- | ------------------- |
|                     |                     |                     |                     |                     |                     |                     |
| DP                  | 1                   | Nuovo               |                     | PCI                 | 21                  | ▲ 8                 |
| PSI                 | 6                   | ▲ 2                 |                     | PSDI                | 3                   | ━                   |
| PRI                 | 2                   | ━                   |                     | DC                  | 20                  | ▲ 2                 |
| PLI                 | 1                   | ▼ 2                 |                     | MSI-DN              | 6                   | ▲ 1                 |
| PSIUP               | 0                   | ▼ 1                 |                     | PDIUM               | 0                   | ▼ 1                 |